# 씨알푸드
주식회사 씨알푸드(영어: SSIAL FOOD)는 대한민국의 식품 기업이다.